# Clara-Zetkin-Straße 9 (Gernrode)

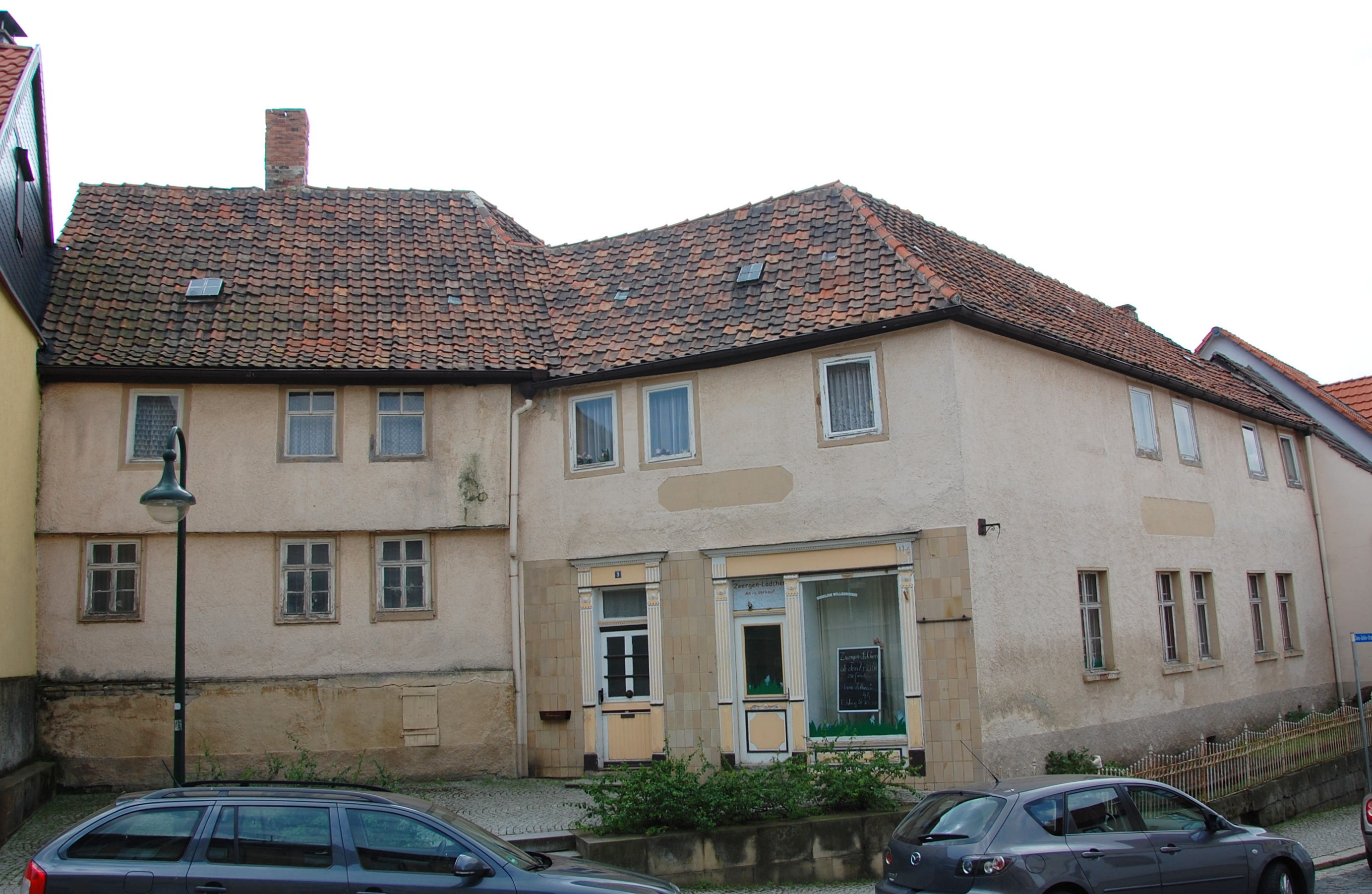
Haus Clara-Zetkin-Straße 9

Das Haus Clara-Zetkin-Straße 9 ist ein denkmalgeschütztes Gebäude im zur Stadt Quedlinburg in Sachsen-Anhalt gehörenden Ortsteil Stadt Gernrode.

## Lage
Das Gebäude befindet sich in der Gernröder Altstadt an der Einmündung der Häuschenstraße auf die Clara-Zetkin-Straße und ist im örtlichen Denkmalverzeichnis als Wohn- und Geschäftshaus eingetragen. 

## Architektur und Geschichte
Ältester Teil des unregelmäßig angelegten Gebäudeensembles ist ein im 18. Jahrhundert in Fachwerkbauweise errichtetes Wohnhaus. In dem später entstandenen Gebäudeteil wurde in der Zeit um 1910 ein Ladengeschäft im Stil des Neoklassizismus eingefügt.